# پاول باتوف

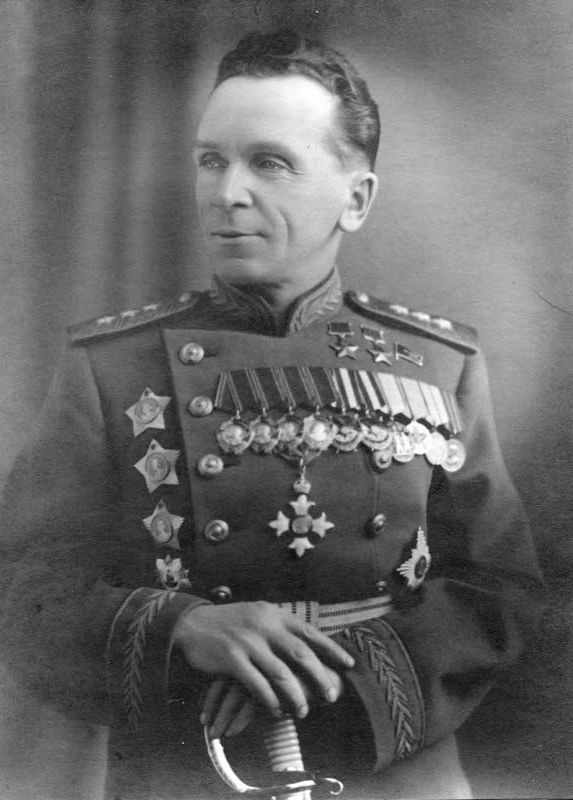
پاول ایوانوویچ باتوف (1897 - 1985) - رهبر نظامی شوروی، ژنرال ارتش

پاول ایوانوویچ باتوف (روسی: Павел Иванович Батов؛ 1 ژوئن [O.S. 20 مه] 1897 - 19 آوریل 1985) یک ژنرال ارشد ارتش سرخ در طول جنگ جهانی دوم و پس از آن، دو بار قهرمان اتحاد جماهیر شوروی بود. باتوف در جنگ جهانی اول شرکت کرد و در آنجا دو بار صلیب سنت جورج را دریافت کرد. پس از مجروح شدن در سال 1917 به مدرسه ای در پتروگراد فرستاده شد و به بلشویک ها پیوست. او در جنگ داخلی روسیه شرکت کرد و در طول جنگ داخلی اسپانیا مشاور تیپ بین المللی XII شد. در طول جنگ جهانی دوم، باتوف فرماندهی ارتش 51 در کریمه را بر عهده داشت. در سال 1942 فرمانده ارتش 3 و سپس ارتش 4 تانک شد که به ارتش 65 تغییر نام داد. پس از جنگ، باتوف فرماندهی ناحیه نظامی کارپات را بر عهده داشت.

## منبع
1. ↑  David Glantz, "Pavel Ivanovich Batov", in Stalin's Generals, (Harold Shukman, Ed.), Phoenix Press, 2001, pp 35 & 42
2. ↑  "Pavel Batov". warheroes.ru (in Russian).